# 1458
1458（千四百五十八、せんよんひゃくごじゅうはち）は、自然数また整数において、1457の次で1459の前の数である。

## 性質
- 1458は合成数であり、約数は 1, 2, 3, 6, 9, 18, 27, 54, 81, 162, 243,  486, 729, 1458 である。
  - 約数の和は3279。
    - 約数の和が奇数になる65番目の数である。1つ前は1444、次は1521。
- 321番目のハーシャッド数である。1つ前は1456、次は1476。
  - 18を基としたときの32番目のハーシャッド数である。1つ前は1386、次は1476。
- 1458 = 2 × 36
  - n = 3 のときの 2 × n6 の値とみたとき1つ前は128、次は8192。
  - n = 6 のときの 2 × 3n の値とみたとき1つ前は486、次は4374。(オンライン整数列大辞典の数列 A008776)
  - 2i × 3j (i ≧ 1, j ≧ 1) で表せる27番目の数である。1つ前は1296、次は1536。(オンライン整数列大辞典の数列 A033845)
- 1458の各位の和は 1 + 4 + 5 + 8 = 18 であり、18とそれを逆順に並べた81の積は 18 × 81 = 1458である。
  - このような性質を持つ自然数は 1, 81, 1458, 1729 の4つだけである(藤原正彦)。またこれらはすべてハーシャッド数である。(オンライン整数列大辞典の数列 A110921)
  - 各位の和が18になる71番目の数である。1つ前は1449、次は1467。
- 各位の立方和が702になる最小の数である。次は1485。(オンライン整数列大辞典の数列 A055012)
  - 各位の立方和が n になる最小の数である。1つ前の701は458、次の703は11458。(オンライン整数列大辞典の数列 A165370)
- 1458 = 93 + 93
  - 2つの正の数の立方数の和で表せる57番目の数である。1つ前は1456、次は1512。(オンライン整数列大辞典の数列 A003325)
- n = 1458 のとき n と n + 1 を並べた数を作ると素数になる。n と n + 1 を並べた数が素数になる147番目の数である。1つ前は1442、次は1466。(オンライン整数列大辞典の数列 A030457)

## その他 1458 に関連すること
- 西暦1458年
- 中波ラジオ放送の周波数（単位:kHz）。一例として以下で使用されている。
  - ラジオ福島・本局
  - 長崎放送・佐賀局
- CFBDSIR 1458+10は、うしかい座の褐色矮星の連星。
- ディズニー・クルーズ・ラインが運営するクルーズ客船、ディズニー・ドリーム, ディズニー・ファンタジーの乗員は1458名。